# Josep Maria Sala i Boix
Josep Maria Sala i Boix (Sant Hipòlit de Voltregà, 24 d'abril de 1964) és un exfutbolista català, que ocupava la posició de migcampista.

## Trajectòria
S'inicia al modest conjunt de La Cambra, i el 1982 entra al juvenil del CE Sabadell. Eixe mateix any ja debuta amb el primer equip, que formava a la Segona Divisió. Amb el conjunt vallesà, Sala hi va jugar en Segona B i Segona, fins que el 1986 assolien l'ascens a la màxima categoria. En Primera, Sala hi jugaria 56 partits i marcaria un gol amb el Sabadell.
L'estiu de 1988 fitxa pel RCD Mallorca. Al seu primer any, aconsegueix un nou ascens a Primera. Sala va ser titular les cinc temporades a les Illes, tres a la màxima categoria i les altres dues a Segona. La temporada 93/94 recala a l'Albacete Balompié, on jugaria 37 partits eixe any i 24 al següent.
Entre la 1995 i 1998 forma part del planter del CD Badajoz. El defensa seria peça clau de l'onze titular del conjunt extremeny, que militava a la Segona Divisió. La temporada 98/99 retorna a Albacete, ara també a Segona, tot mantenint la titularitat i el bon nivell de joc.
I a l'estiu del 2000 torna al CE Sabadell. Aquesta segona etapa duraria tres anys, i jugaria 83 partits amb els arlequinats. A més a més, aconseguiria la seua màxima fita golejadora, 15 dianes en aquest període. Al final de la temporada 02/03 hi penja les botes.
En total, Sala acumula més de 600 partits en Lliga, 217 d'aquests a la màxima categoria.